# 초켈러 다양체
미분기하학에서 초켈러 다양체(超Kähler多樣體, 영어: hyper-Kähler manifold)는 그 접공간이 사원수의 좌표를 가진 공간의 구조를 가지는 리만 다양체이다.

## 정의
매끄러운 다양체 {\displaystyle M}이 주어졌을 때, 접다발의 대수
{\displaystyle \operatorname {End} (\mathrm {T} M)=\Omega ^{1}(M;\mathrm {T} M)}
를 생각하자. 실수체 위의 결합 대수의 준동형
{\displaystyle {\mathcal {J}}\colon \mathbb {H} \to \operatorname {End} (\mathrm {T} M)}
이 주어졌다고 하자. 만약 절댓값 1의 순허수 사원수 {\displaystyle q\in \mathbb {H} }, {\displaystyle {\bar {q}}=-q=q^{-1}}에 대하여 {\displaystyle {\mathcal {J}}(q)}가 항상 복소구조라면, {\displaystyle (M,{\mathcal {J}})}를 초복소다양체(영어: hypercomplex manifold)라고 한다. 즉, 세 복소구조
{\displaystyle {\mathcal {J}}(\mathrm {i} )=I}
{\displaystyle {\mathcal {J}}(\mathrm {j} )=J}
{\displaystyle {\mathcal {J}}(\mathrm {k} )=K}
가 주어졌을 때,
{\displaystyle I^{2}=J^{2}=K^{2}=-1}
{\displaystyle IJ=-JI=K}
{\displaystyle JK=-KJ=I}
{\displaystyle KI=-IK=J}
이 성립한다. 즉, 초복소다양체 위에는 복소구조의 모듈라이 공간 {\displaystyle \mathbb {S} ^{2}=\{q\in \mathbb {H} \colon {\bar {q}}=-q=q^{-1}\}}이 존재한다.
리만 다양체 {\displaystyle (M,g)} 위의 초복소구조 {\displaystyle {\mathcal {J}}} 가운데, 만약 {\displaystyle q\in \operatorname {Im} \mathbb {H} }, {\displaystyle \|q\|=1}, {\displaystyle {\bar {q}}=-q}에 대하여 {\displaystyle {\mathcal {J}}(q)}가 항상 켈러 구조라면, {\displaystyle {\mathcal {J}}}를 초켈러 구조라고 하며, 초켈러 구조를 갖춘 리만 다양체를 초켈러 다양체라고 한다. 즉, 초켈러 다양체 위에는 켈러 구조의 모듈라이 공간 {\displaystyle \mathbb {S} ^{2}=\{q\in \mathbb {H} \colon {\bar {q}}=-q=q^{-1}\}}이 존재한다. 즉, 지표로 쓰면, 리만 다양체 {\displaystyle (M,g_{\mu \nu })} 위의 초켈러 구조는 구체적으로 다음과 같은 데이터로 주어진다.:§2.1
- 세 개의 (1,1)차 텐서장 {\displaystyle J_{\nu }^{\mu i}} ({\displaystyle i=1,2,3}은 {\displaystyle {\mathfrak {su}}(2)} 좌표)

이는 다음과 같은 호환 조건을 만족시킨다.
- {\displaystyle J_{\nu }^{\mu i}J_{\rho }^{\nu j}=-\delta ^{ij}\delta _{\rho }^{\mu }-\epsilon ^{ij}{}_{k}J_{\rho }^{\mu k}} (사원수 대수 및 개복소구조)
- {\displaystyle g_{\mu \nu }J_{\mu '}^{\mu i}=-g_{\mu '\nu '}J_{\nu }^{\nu 'i}} (에르미트성)
- {\displaystyle \nabla _{\mu }J_{\rho }^{\nu i}=0} (복소구조의 적분가능성)

이들 데이터로부터 세 개의 심플렉틱 구조
{\displaystyle \omega _{\mu \nu }^{i}=J_{\mu }^{\mu 'i}g_{\mu '\nu }}
를 정의할 수 있다.

## 성질
초켈러 다양체의 (실수) 차원은 항상 4의 배수이다. 이는 켈러 다양체의 실수 차원이 항상 2의 배수인 것과 마찬가지다.

### 위상수학적 성질
다양체가 초켈러 다양체의 구조를 가지려면, 위상수학적으로 특수한 성질들을 만족시켜야 한다.
{\displaystyle 4n}차원 콤팩트 초켈러 다양체의 베티 수 {\displaystyle b_{k}} 및 오일러 지표 {\displaystyle \chi (M)}에 대하여, 다음이 성립한다.
{\displaystyle \sum _{k=0}^{4n}(-1)^{k}(6k^{2}-2n(12n+1))b_{i}=0}
{\displaystyle b_{2k}\geq {\binom {k+2}{2}}\qquad (k\leq n)}
{\displaystyle 4\mid b_{2k+1}\forall k}
{\displaystyle 12\mid n\chi (M)}
8차원 콤팩트 초켈러 다양체의 가능한 베티 수에 대해서는 많은 정보가 알려져 있다.

### 호지 이론적 성질
{\displaystyle 4n}차원 콤팩트 초켈러 다양체의 호지 수 {\displaystyle h^{p,q}}에 대하여, 다음이 성립한다.
{\displaystyle h^{p,q}=h^{q,p}=h^{2n-p,2n-q}=h^{2n-q,2n-p}=h^{2n-p,q}=h^{2n-q,p}\qquad \forall 0\leq p,q\leq 2n}
{\displaystyle h^{p,q}\geq h^{p+1,q-1}\forall p\geq q}

### 리만 기하학적 성질
{\displaystyle 4n}차원 초켈러 다양체의 홀로노미는 {\displaystyle \operatorname {USp} (4n)}의 부분군이다. 이에 따라, 모든 초켈러 다양체는 칼라비-야우 다양체이자 사원수 켈러 다양체(quaternion-Kähler manifold)이다. (칼라비-야우 다양체는 홀로노미가 {\displaystyle \operatorname {SU} (n)}의 부분군인 경우고, 사원수 켈러 다양체는 홀로노미가 {\displaystyle \operatorname {USp} (4n)\times \operatorname {USp} (4)}인 경우다. {\displaystyle \operatorname {USp} (4n)\subset \operatorname {SU} (4n)}이다.)

### 복소기하학적 성질
초켈러 다양체 {\displaystyle (M,\omega _{1},\omega _{2},\omega _{3})}의 임의의 한 심플렉틱 형식 {\displaystyle \omega _{1}}을 골라, 켈러 다양체로 여긴다고 하자. 그렇다면, 2차 복소수 미분 형식
{\displaystyle \omega _{\mathbb {C} }=\omega _{2}+\mathrm {i} \omega _{3}\in \Omega ^{2,0}(M)}
은 정칙 미분 형식이며, 켈러 다양체 {\displaystyle (M,\omega _{1})} 위의 심플렉틱 형식을 이룬다. 이를 정칙 심플렉틱 형식(영어: holomorphic symplectic form)이라고 한다. 즉, 이 경우 두 심플렉틱 형식
{\displaystyle \omega _{1}=\omega _{\mathbb {R} }\in \Omega ^{1,1}(M)}
{\displaystyle \omega _{\mathbb {C} }\in \Omega ^{2,0}(M)}
이 존재한다.
반대로, 칼라비-야우 정리(영어: Calabi–Yau theorem)에 따라, 정칙 심플렉틱 형식을 갖춘 콤팩트 켈러 다양체는 항상 초켈러 다양체를 이룬다. (콤팩트 조건을 생략할 수 없다.)

## 응용
초켈러 다양체는 8개의 초전하(4차원에서 {\displaystyle {\mathcal {N}}=2})를 가진 초대칭 게이지 이론과 밀접한 관련이 있다. 예를 들어, 중력이 없을 경우, 16개의 초전하를 가진 비선형 시그마 모형의 모듈러스 공간은 초켈러 다양체를 이룬다. 마찬가지로, 초켈러 다양체 위의 2차원 시그마 모형은 {\displaystyle {\mathcal {N}}=(4,4)} 초등각 장론을 이룬다.

## 역사
에우제니오 칼라비가 1979년에 도입하였다. 이 논문에서 칼라비는 다음과 같이 적었다.
| “ | 우리는 홀로노미 군이 콤팩트 군 {\displaystyle \operatorname {Sp} (n)} ({\displaystyle n=1,2,\dotsc })인 켈러 계량을 발견한다. 이는 ‘사원수 접공간 구조’라고 불리는 구조의 최초의 알려진 예인 것으로 보인다. 그러나 우리는 ‘초켈러 구조’라는 용어를 선호한다. nous allons trouver […] des métriques kàhlériennes […] dont le groupe d’holonomie est le groupe compact {\displaystyle \operatorname {Sp} (n)} ({\displaystyle n=1,2,\dotsc }) […]; ce sont apparemment les premiers exemples connus de telles structures, qui ont été appelées « structures tangentielles quaternioniennes », mais pour lesquelles nous préférons l’appellation de « structures hyperkählériennes » […] | ” |

## 참고 문헌
1. ↑  Hitchin, Nigel (1991년 11월). “Hyperkähler manifolds”. 《Séminaire N. Bourbaki》 (영어) 34 (748): 137–166. MR 1206066. Zbl 0979.53051.
2. ↑  Huybrechts, Daniel (1998). “Compact hyperkähler manifolds: basic results” (영어). arXiv:alg-geom/9705025. doi:10.1007/s002220050280.
3. 1 2  Antoniadis, I.; B. Pioline (1997년 10월 30일). “Higgs Branch, Hyper-Kähler quotient and duality in SUSY N=2 Yang–Mills theories”. 《International Journal of Modern Physics A》 (영어) 12 (27): 4907–4931. arXiv:hep-th/9607058. Bibcode:1997IJMPA..12.4907A. doi:10.1142/S0217751X97002620. ISSN 0217-751X.
4. ↑  Verbitsky, Mikhail (1996년 7월). “Cohomology of compact hyperkähler manifolds and its applications”. 《Geometric and Functional Analysis》 (영어) 6 (4): 601–611. arXiv:alg-geom/9511009. doi:10.1007/BF02247112. ISSN 1016-443X. Zbl 0861.53069.
5. 1 2  Kurnosov, Nikon (2014). “The second Betti number of hyperkähler manifolds” (영어). arXiv:1401.0510.
6. ↑  Guan, Daniel (2001). “On the Betti numbers of irreducible compact hyperkähler manifolds of complex dimension four” (PDF). 《Mathematical Research Letters》 (영어) 8: 663–669.
7. ↑  Hitchin, Nigel J.; A. Karlhede, U. Lindström, M. Roček (1987년 12월). “Hyperkähler metrics and supersymmetry”. 《Communications in Mathematical Physics》 (영어) 108 (4): 535–589. Bibcode:1987CMaPh.108..535H. doi:10.1007/BF01214418. ISSN 0010-3616. MR 0877637. Zbl 0612.53043.
8. ↑  Calabi, E. (1979). “Métriques kähleriennes et fibrés holomorphes”. 《Annales scientifiques de l’École Normale Supérieure (quatrième série)》 (프랑스어) 12 (2): 269–294. ISSN 0012-9593. MR 543218. Zbl 0431.53056.

- Kronheimer, P. B. (1989). “The construction of ALE spaces as hyper-Kähler quotients”. 《Journal of Differential Geometry》 (영어) 29 (3): 665–683. ISSN 0022-040X. MR 992334. Zbl 0671.53045.
- Beauville, Arnaud. “Riemannian Holonomy and Algebraic Geometry” (영어). arXiv:math/9902110. Bibcode:1999math......2110B.
- Huybrechts, Daniel (2011). 〈Hyperkähler manifolds and sheaves〉 (PDF).   Rajendra Bhatia. 《Proceedings of the International Congress of Mathematicians, Hyderabad, August 19–27, 2010. Volume II: Invited Lectures》 (영어). World Scientific. 450–460쪽. doi:10.1142/9789814324359_0059. ISBN 978-981-4324-30-4. Zbl 1226.14027.

## 같이 보기
- K3 곡면
- 사원수 켈러 다양체
- 홀로노미
- 사원수
- 초대칭 게이지 이론